# Tariftreueregelung
Eine Tariftreueregelung ist eine Verpflichtung des Auftragnehmers eines öffentlichen Vergabeverfahrens, seinen Arbeitnehmern ein tariflich festgelegtes Entgelt zu zahlen oder andere Bestimmungen eines Tarifvertrags einzuhalten. Tariftreueregelungen sind damit Teil des Vergabe- und des Arbeitsrechts und haben den gesetzgeberischen Zweck, die Vergabe öffentlicher Aufträge für sozial- und wirtschaftspolitische Zwecke zu nutzen.
Im deutschen Recht wird zwischen konstitutiven und deklaratorischen Tariftreueregelungen unterschieden. Erstere verpflichten Unternehmen aus sich heraus zur Zahlung eines bestimmten Tariflohns, letztere schreiben nur eine ohnehin bestehende Pflicht (zum Beispiel aus einem direkt anwendbaren Tarifvertrag oder einem Mindestlohn) fest. Konstitutive Tariftreueregelungen verstoßen (mit Ausnahme des öffentlichen Personennahverkehrs) gegen das Recht der Europäischen Union, deklaratorische Tariftreueregelungen und so genannte Vergabemindestlöhne sind dagegen zulässig.

## Geschichte
Die Koppelung öffentlicher Aufträge an die Einhaltung bestimmter sozialer Mindeststandards lässt sich ins ausgehende 19. Jahrhundert zurückverfolgen. Die erste gesetzliche Tariftreueregelung erließ der US-Bundesstaat Kansas 1891:

„That not less than the current rate of per diem wages in the locality where the work is performed shall be paid to laborers, workmen, mechanics and other persons so employed by or on behalf of the state of Kansas […].“

## Tariftreueregelungen in Deutschland
In Deutschland gibt es in 14 von 16 Bundesländern Gesetze, nach denen öffentliche Auftraggeber öffentliche Aufträge nach bestimmten Maßgaben nur an Unternehmen vergeben dürfen, die ihren Beschäftigten ein bestimmtes Mindestentgelt bezahlen und sich im Hinblick auf allgemeinverbindlich erklärte Tarifverträge tariftreu verhalten. Dazu wird die Vergabe davon abhängig gemacht, dass sich der Auftragnehmer gegenüber dem Auftraggeber zur Einhaltung dieser Vorgaben verpflichtet.

### Zweck
Tariftreueregelungen verfolgen sozialpolitische Zwecke: Der Staat ist im Vergabeverfahren gehalten, dem wirtschaftlichsten Angebot von Bietern bei einer öffentlichen Auftragsvergabe den Zuschlag zu erteilen. Dieser Wettbewerb soll jedoch nicht auf Kosten des Entgelts der Beschäftigten des öffentlichen Auftragnehmers erfolgen. Gleichzeitig sollen Flächentarifverträge gestützt werden. Eine Tariftreueregelung soll einerseits nicht tarifgebundenen Arbeitnehmern die Vorteile eines Tarifvertrags zukommen lassen und andererseits Verzerrungen im Wettbewerb zwischen Bietern um Aufträge mit Tarifbindung und ohne Tarifbindung vermeiden.

### Verfahren und Wirkungsmechanismus
Tariftreueregelungen sind Vorschriften, die die Bieter in einem förmlichen Vergabeverfahren verpflichten, mit ihrem Angebot eine so genannte Tariftreueerklärung abzugeben, in der sie vertraglich zusichern, ihren zur Erfüllung der vertraglich geschuldeten Leistungen beschäftigten Arbeitnehmern die in Bezug auf Branche und Arbeitsort geltenden tarifvertraglich festgelegten Entgelte zu zahlen oder andere tarifvertraglich festgelegte Arbeitsbedingungen einzuhalten.

#### Subunternehmerklausel
Alle landesrechtlichen Tariftreueregelungen enthielten neben der Pflicht zur Tariftreue auch eine so genannte Nachunternehmerklausel. Danach musste der Auftragnehmer seine Subunternehmer wiederum zur Tariftreue verpflichten.

#### Bestimmung des einschlägigen Tarifvertrags
Die Bestimmung des anzuwendenden einschlägigen Tarifvertrags verlief unterschiedlich und warf in vielen Fällen erhebliche Auslegungsprobleme auf. Besonders in den älteren Regelungen ging der Gesetzgeber offenbar von landesweiter Tarifeinheit aus, jüngere Vorschriften sahen länderspezifisch unterschiedliche Auswahlkriterien für bestimmte Behörden oder die vergebende Stelle selbst vor. Ansonsten wurde das Ermessen, das Tariftreueregelungen den meisten Behörden einräumen, nicht ausgeübt. Problematisch konnte auch sein, den Kreis der erfassten Arbeitnehmer zu bestimmen.

#### Kontrolle
Um die Einhaltung der Tariftreueregelung zu gewährleisten, sahen die Landesgesetze Kontrollrechte für den Auftraggeber und Nachweispflichten für den Auftragnehmer vor. Im Falle eines Verstoßes behielt sich die öffentliche Hand teilweise ein Sonderkündigungsrecht vor, konnte den Auftragnehmer mit einer Vertragsstrafe belegen oder für längere Zeit von der Vergabe öffentlicher Aufträge ausschließen.

#### Rechtsnatur der Tariftreueerklärung
Die Tariftreueerklärung des Auftragnehmers selbst begründete schuldrechtlich eine Nebenpflicht im privatrechtlichen Vergabevertrag zwischen dem Auftraggeber und dem Auftragnehmer. Ein eigenes Forderungsrecht der Arbeitnehmer auf Vergütung nach dem im Vergabevertrag vereinbarten Entgelttarifvertrag im Sinne des echten Vertrags zugunsten Dritter nach den §§ 328 ff. BGB entsprach nicht dem Willen der Vertragsparteien und war mit dem Wesen des Vergabevertrags (mit Vertragsstrafen und Vergabeverboten) nicht vereinbar. Es handelte sich somit um einen unechten Vertrag zugunsten Dritter.

#### Konstitutive und deklaratorische Tariftreueerklärungen
Dabei ist zwischen so genannten konstitutiven und lediglich deklaratorischen Tariftreueerklärungen zu unterscheiden. Bei einer deklaratorischen Tariftreueerklärung verpflichtet sich der Unternehmer nur, seinen Arbeitnehmern im Falle beiderseitiger Tarifbindung das tariflich geschuldete Arbeitsentgelt zu zahlen. Die ohnehin bestehende Verpflichtung aus der normativen Wirkung des Tarifvertrags wird also durch vertragliche (Sonderkündigungsrecht, Vertragsstrafe) und vergaberechtliche (Auftragssperre) Sanktionen flankiert. Konstitutive Tariftreueregelungen hingegen binden auch tariflich nicht gebundene Auftragnehmer. Der Begriff der „Treue“ ist in diesem Zusammenhang daher irreführend. Eine tatsächliche Erstreckung der normativen Wirkung eines Tarifvertrags auf die Arbeitsverhältnisse wie bei einer Allgemeinverbindlicherklärung nach § 5 TVG oder einer Erstreckung durch Rechtsverordnung nach dem Arbeitnehmerentsendegesetz erfolgt nicht.

#### Tariftreueregelung und Tariftreueerklärung
Zu differenzieren ist schließlich zwischen der gesetzlich normierten Tariftreueregelung, dass öffentliche Stellen Aufträge nur an solche Auftragnehmer vergeben sollen, die eine Tariftreueerklärung abgeben und der Erklärung des Auftragnehmers selbst, die Teil des Vergabevertrags wird.

### Gesetzgebungsgeschichte in Deutschland

#### Bis zumRüffert-Urteil
In Deutschland wurden konstitutive Tariftreueerklärungen zuerst in den 1990er Jahren von öffentlichen Auftraggebern in mehreren Ländern ohne gesetzliche Grundlage nach der Maßgabe von Verwaltungsvorschriften verlangt. Dies geschah mit dem Ziel, der Arbeitslosigkeit im Bausektor bei gleichzeitig rückläufiger Tarifbindung, also einer sinkenden Zahl von tarifgebundenen Arbeitsverhältnissen zu begegnen.
So standen etwa in Berlin die ortsansässigen Bauunternehmen, die an Tarifverträge auf westdeutschem Lohnniveau gebunden waren, unter dem Druck brandenburgischer Konkurrenten, für die gar keine oder weniger „teure“ ostdeutsche Entgelttarifverträge galten. Auch hatten Berliner Unternehmen ihren Sitz der Tarife wegen nach Brandenburg verlegt.
Die Berliner Verwaltungspraxis rief das Bundeskartellamt auf den Plan, das diese Tariftreueregelungen für kartellwidrig erklärte. Das Land Berlin erhob gegen diese Entscheidung Beschwerde vor dem Kammergericht.
Mit der Transposition des Vergaberechts in das Gesetz gegen Wettbewerbsbeschränkungen auf der Grundlage der europäischen Vergaberichtlinien für Aufträge oberhalb bestimmter Schwellenwerte durch das Vergaberechtsänderungsgesetz am 1. Januar 1999 durften „andere oder weitergehende [als die im Gesetz vorgesehenen] Anforderungen“ an Auftragnehmer nur noch aufgrund eines über ein Bundes- oder Landesgesetzes gestellt werden: Nach § 106 Abs. 4 2. Hs. GWB a. F. musste die Berliner Verwaltungspraxis also in Gesetzesform gegossen werden.
Auf dieser Grundlage wurde 1999 das Berliner Vergabegesetz verabschiedet. Bayern und das Saarland folgten 2000.
Mittlerweile hatte das Kammergericht die Auffassung des Bundeskartellamts zur Kartellrechtswidrigkeit der Berliner Tariftreuepraxis bestätigt; Berlin erhob daraufhin Rechtsbeschwerde zum Bundesgerichtshof. Dort wurde das Verfahren auf der Grundlage des neuen Berliner Vergabegesetzes verhandelt. Der Kartellsenat des BGH hatte Zweifel an der Verfassungsmäßigkeit des Gesetzes, setzte das Verfahren aus und legte das Berliner Vergabegesetz dem Bundesverfassungsgericht nach Art. 100 Abs. 1 Satz 2 Grundgesetz zur Prüfung vor.
2001 führte Sachsen-Anhalt die Tariftreue ein, schaffte sie nach einem Regierungswechsel ein Jahr später jedoch wieder ab.
2002 wurde auf Bundesebene eine Tariftreueregelung über die Einführung eines § 5a Tarifvertragsgesetz und eines Bundestariftreuegesetzes diskutiert, wobei erstmals neben der Baubranche auch der öffentliche Personennahverkehr erfasst werden sollte. Der Entwurf scheiterte jedoch im Bundesrat an dieser und der Frage, wie die Regelung dem Problem der Tarifkollision begegnen solle, wenn also zwei verschiedene Tarifverträge auf ein Arbeitsverhältnis angewendet werden können.
In den folgenden Jahren erließen Niedersachsen, Bremen, Nordrhein-Westfalen und Schleswig-Holstein Tariftreuegesetze, die erstmals auch Nachunternehmerklauseln enthielten, teilweise auch andere Branchen neben dem Baugewerbe erfassten und verschiedene Regelungen bezüglich der Auswahl des einschlägigen Tarifvertrags trafen.
2006, also knapp sechs Jahre nach dem Vorlagebeschluss des BGH entschied das Bundesverfassungsgericht, dass die Berliner Tariftreueregelung mit dem Grundgesetz vereinbar und damit rechtens sei.
Kurz darauf wurde das nordrhein-westfälische Tariftreuegesetz nach einem Regierungswechsel evaluiert und mit der Begründung abgeschafft, es erfülle sein Ziel nicht.
Im gleichen Jahr hatte das Oberlandesgericht Celle die niedersächsische Tariftreueregelung dem Europäischen Gerichtshof nach Vorabentscheidungsverfahren gemäß Art. 234 EG-Vertrag a.F. vorgelegt, weil es sie für mit der Dienstleistungsfreiheit unvereinbar hielt: Ein Unternehmen hatte gegen die niedersächsische Tariftreueregelung verstoßen und klagte nun gegen die ihm auferlegte Vertragsstrafe. Der EuGH stellte am 3. April 2008 im so genannten Rüffert-Urteil fest, dass das niedersächsische Landesvergabegesetz gegen die Entsenderichtlinie und die Dienstleistungsfreiheit verstoße und damit unanwendbar sei. Im Ergebnis hätte Niedersachsen die Einhaltung des örtlichen Tarifs nur dann vorschreiben dürfen, wenn dieser durch eine staatliche Allgemeinverbindlicherklärung für alle Beschäftigten als Mindestlohn gegolten hätte (deklaratorische Tariftreueregelung).
Berlin hatte im März 2008 die Anwendbarkeit des Vergabegesetzes noch auf sämtliche Branchen ausgeweitet und einen solchen landesweiten Vergabemindestlohn für bei öffentlichen Aufträgen beschäftigte Arbeitnehmer in Höhe von 7,50 € eingeführt.
Niedersachsen und Hamburg reagierten auf das Urteil, indem sie nur noch deklaratorische Tariftreueerklärungen forderten. Die anderen Länder verzichteten auf eine Änderung oder Abschaffung ihrer Tariftreuegesetze und erließen stattdessen Verwaltungsvorschriften, die die Anwendung der Tariftreueregelungen untersagen. Die Rechtswidrigkeit dieses Vorgehens blieb folgenlos.
Die Änderung des § 97 Abs. 4 GWB durch das Gesetz zur Modernisierung des Vergaberechts vom 20. April 2009 hatte auf Tariftreueregelungen keine Auswirkungen, da sie die bisherige Rechtslage lediglich konkretisierte. Die am 3. Dezember 2009 in Kraft getretene EG-Verordnung 1370/2007 über öffentliche Personenverkehrsdienste auf Schiene und Straße legt in Art. 4 Abs. 5 S. 2 Transparenzvorschriften für „Sozialstandards“, also auch für Tariftreueregelungen fest.

#### Neuere Entwicklungen seit 2009
Neuere Tariftreuegesetze berücksichtigen die Rüffert-Rechtsprechung des europäischen Gerichtshofs. Sie sehen vor, dass öffentliche Aufträge nur an Unternehmen vergeben werden, die ihren Beschäftigten die geltenden Mindestlöhne nach dem Arbeitnehmer-Entsendegesetz zahlen. Solche Mindestlöhne gibt es derzeit in einer Reihe von Wirtschaftszweigen, etwa auf dem Bau, im Gebäudereinigerhandwerk und der Abfallwirtschaft und gelten ohnehin für alle in Deutschland beschäftigten Arbeitnehmer. Damit handelt es sich also um deklaratorische Tariftreueregelungen.
Darüber hinaus wird teilweise in den Tariftreuegesetzen vorgesehen, dass den Beschäftigten ansonsten der gesetzliche Mindestlohn (Hessen) oder ein bestimmtes vergabespezifisches Mindestentgelt pro Stunde zu zahlen ist (so genannter Vergabemindestlohn, zwischen 8,00 € in Brandenburg und 9,18 € in Schleswig-Holstein). Das gilt auch dann, wenn ein Unternehmen Nachunternehmen einsetzt oder wenn das Unternehmen oder ein beauftragtes Nachunternehmen zur Ausführung des öffentlichen Auftrags Arbeitnehmerinnen oder Arbeitnehmer eines Verleihers einsetzt (Nachunternehmerklausel).
Für den öffentlichen Verkehr auf Straße und Schiene gelten in den Ländern Baden-Württemberg, Brandenburg, Bremen, Hessen, Rheinland-Pfalz, Niedersachsen, Nordrhein-Westfalen, Schleswig-Holstein, Sachsen-Anhalt besondere Vorschriften. Zumeist nach Beratung eines Beirats mit Arbeitgeber- und Arbeitnehmervertretern werden hier repräsentativen Tarifverträge durch Verwaltungsvorschrift festgesetzt, deren Einhaltung ein öffentlicher Auftragnehmer für den öffentlichen Verkehr auf der Straße und Schiene während der Laufzeit eines öffentlichen Auftrags einhalten muss.
2014 gab es Tariftreuegesetze mit unterschiedlichen Regelungsinhalten in Baden-Württemberg, Berlin, Brandenburg, Bremen, Hamburg (keine konstitutive Tariftreue im ÖPNV), Hessen, Mecklenburg-Vorpommern, Niedersachsen, Nordrhein-Westfalen, Rheinland-Pfalz, im Saarland, Sachsen-Anhalt (kein Vergabemindestlohn), Schleswig-Holstein und in Thüringen (kein Vergabemindestlohn). Keine Tariftreueregelung besteht in Bayern und in Sachsen.
Die gesetzlichen Regelungen unterscheiden sich unter anderem am Schwellenwert, ab dem das Gesetz greift, an den betroffenen Branchen, der Bestimmung des Vergabemindestlohns (zum Beispiel durch Gesetz oder eine Kommission), der Auswahl der einschlägigen Tarifverträge, der Geltung des Equal-pay-Grundsatzes, und an der Geltung weiterer Regelungen, wie bestimmter Vorschriften der Internationalen Arbeitsorganisation und der Frauen- und Ausbildungsförderung.
Über die deutschen Vergabemindestlöhne entschied der Europäische Gerichtshof 2014 im Bundesdruckerei-Urteil (keine Geltung für ausländische Nachunternehmer) und 2015 im Regiopost-Urteil (mit Vergabekoordinierungsrichtlinie und Dienstleistungsfreiheit vereinbar).
Ab September 2022 gilt in Deutschland bundesweit eine Tariftreuepflicht für Pflegeanbieter, die ihre Leistungen über die gesetzliche Pflegeversicherung abrechnen.

## Tariftreueregelungen in anderen Ländern
In den USA und in Großbritannien gibt es auf regionaler Ebene ähnliche Regelungen, um dem Problem prekärer Arbeitsverhältnisse trotz bestehender Mindestlohngesetze zu begegnen.

### Tariftreuegesetze in Deutschland
- Bund: § 72 Abs. 3a SGB XI, eingeführt durch das Gesundheitsversorgungsweiterentwicklungsgesetz
- Baden-Württemberg: Tariftreue- und Mindestlohngesetz für öffentliche Aufträge in Baden-Württemberg
- Bayern: Gesundheitsversorgungsweiterentwicklungsgesetzes (GVWG) ab 1. September 2022; Tariftreuegesetz für Pflege
- Berlin: Berliner Ausschreibungs- und Vergabegesetz
- Brandenburg: Brandenburgisches Gesetz über Mindestanforderungen für die Vergabe von öffentlichen Aufträgen
- Bremen: Bremisches Gesetz zur Sicherung von Tariftreue, Sozialstandards und Wettbewerb bei öffentlicher Auftragsvergabe
- Hamburg: Hamburgisches Vergabegesetz
- Hessen: Hessisches Vergabe- und Tariftreuegesetz
- Mecklenburg-Vorpommern: Gesetz über die Vergabe öffentlicher Aufträge in Mecklenburg-Vorpommern
- Niedersachsen: Niedersächsisches Gesetz zur Sicherung von Tariftreue und Wettbewerb bei der Vergabe öffentlicher Aufträge
- Nordrhein-Westfalen: Gesetz über die Sicherung von Tariftreue und Sozialstandards sowie fairen Wettbewerb bei der Vergabe öffentlicher Aufträge
- Rheinland-Pfalz: Landesgesetz zur Gewährleistung von Tariftreue und Mindestentgelt bei öffentlichen Auftragsvergaben
- Saarland: Gesetz über die Sicherung von Sozialstandards, Tariftreue und Mindestlöhnen bei der Vergabe öffentlicher Aufträge im Saarland
- Sachsen: keine Tariftreueregelung
- Sachsen-Anhalt: Gesetz über die Vergabe öffentlicher Aufträge in Sachsen-Anhalt
- Schleswig-Holstein: Gesetz über die Sicherung von Tariftreue und Sozialstandards sowie fairen Wettbewerb bei der Vergabe öffentlicher Aufträge
- Thüringen: Thüringer Gesetz über die Vergabe öffentlicher Aufträge